# غويلرمو غونزاليس
غويلرمو غونزاليس (بالإنجليزية: Guillermo Gonzalez)‏ (4 يناير 1986 في الولايات المتحدة - ) هو لاعب كرة قدم أمريكي في مركز الوسط. شارك مع منتخب الولايات المتحدة لكرة القدم. أما مع النوادي، فقد لعب مع لوس أنجلوس غلاكسي.

## وصلات خارجية
- غويلرمو غونزاليس على موقع الدوري الأمريكي (الإنجليزية)
- غويلرمو غونزاليس على موقع قاعدة بيانات كرة القدم.إي يو (الإنجليزية)